# بانوكشسب نامة
بانوكشسب نامه ملحمة فارسية وهي قصة فذّة بطلتها امرأة اسمها بانو كشسب بنت رستم وامرأة أخرى اسمها كيو بن كودرز.
تزوّجت بعد تزاحم الأبطال عليها. وقد غضبت مرة من زوجها فربطته وسجنته حتى جاء أبوها رستم فخلصه. ولها وقائع في البطولة تضعها في عداد الأبطال العظماء. وفي القصة آلاف بيت.